# 2022–2023-as francia női labdarúgó-bajnokság (első osztály)
A francia női labdarúgó-bajnokság első osztályának (hivatalos nevén: Division 1 Féminine) 49. szezonját 2022. szeptember 10. – 2023. június 10. között rendezték meg.
Az Olympique Lyon együttese megvédte bajnoki címét, miután a 21. fordulóban legyőzte a Paris Saint-Germain-t és behozhatatlan előnyre tett szert.

## A bajnokság csapatai

### Csapatváltozások
| Feljutott az első osztályba | Kiesett a másodosztályba   |
| --------------------------- | -------------------------- |
| Le Havre Rodez              | GPSO 92 Issy Saint-Étienne |

### Csapatok adatai
| Klub                  | Település      | Stadion                    | Férőhely | Vezetőedző          | 2021–22-es helyezés |
| --------------------- | -------------- | -------------------------- | -------- | ------------------- | ------------------- |
| Girondins de Bordeaux | Bordeaux       | Stade Sainte-Germaine      | 7 000    | Patrice Lair        | 6.                  |
| Dijon FCO             | Dijon          | Stade des Poussots         | 498      | Sébastien Joseph    | 10.                 |
| Fleury 91             | Fleury-Mérogis | Stade Walter-Felder        | 1 000    | Fabrice Abriel      | 4.                  |
| EA Guingamp           | Saint-Brieuc   | Stade Centre Formation EAG | 1 960    | Frédéric Biancalani | 8.                  |
| Le Havre AC           | Le Havre       | Stade Océane               | 25 000   | Frédéric Gonçalves  | 1. D2-A             |
| Olympique Lyon        | Lyon           | Stade Gérard Houllier      | 1 524    | Sonia Bompasteur    | 1.                  |
| Montpellier HSC       | Montpellier    | Stade Bernard-Gasset       | 1 280    | Yannick Chandioux   | 5.                  |
| Paris FC              | Bondoufle      | Stade Robert-Bobin         | 18 845   | Sandrine Soubeyrand | 3.                  |
| Paris Saint-Germain   | Párizs         | Stade Georges-Lefèvre      | 2 164    | Gérard Prêcheur     | 2.                  |
| Stade de Reims        | Reims          | Stade Louis Blériot        | 500      | Amandine Miquel     | 7.                  |
| Rodez                 | Rodez          | Stade Paul-Lignon          | 5 955    | Mathieu Rufié       | 1. D2-B             |
| ASJ Soyaux            | Soyaux         | Stade Léo-Lagrange         | 385      | Michel Bradaïa      | 9.                  |

### Vezetőedző váltások
| Csapat     | Távozó edző       | Ok               | Dátum              | Poz. | Érkező edző      | Dátum              |
| ---------- | ----------------- | ---------------- | ------------------ | ---- | ---------------- | ------------------ |
| ASJ Soyaux | Stéphane Guigo    | közös megegyezés | 2022. október 10.  | 9.   | Michel Bradaïa   | 2022. október 10.  |
| Dijon      | Christophe Forest | közös megegyezés | 2022. december 16. | 9.   | Sébastien Joseph | 2022. december 26. |

## Tabella
| #   | Csapat              | M  | GY | D | V  | G+ – G– | GK  | P  | Megjegyzések                 |
| --- | ------------------- | -- | -- | - | -- | ------- | --- | -- | ---------------------------- |
| 1.  | Olympique Lyon CV   | 22 | 20 | 1 | 1  | 69–9    | +60 | 61 | Bajnokok Ligája (csoportkör) |
| 2.  | Paris Saint-Germain | 22 | 17 | 4 | 1  | 45–12   | +33 | 55 | Bajnokok Ligája (2. forduló) |
| 3.  | Paris FC            | 22 | 12 | 6 | 4  | 44–18   | +26 | 42 | Bajnokok Ligája (1. forduló) |
| 4.  | Fleury 91           | 22 | 11 | 6 | 5  | 49–20   | +29 | 39 |                              |
| 5.  | Montpellier HSC     | 22 | 11 | 4 | 7  | 37–27   | +10 | 37 |                              |
| 6.  | Stade de Reims      | 22 | 10 | 2 | 10 | 40–40   | 0   | 32 |                              |
| 7.  | Bordeaux            | 22 | 7  | 6 | 9  | 26–33   | −7  | 27 |                              |
| 8.  | Le Havre AC Ú       | 22 | 7  | 3 | 12 | 31–45   | −14 | 24 |                              |
| 9.  | EA Guingamp         | 22 | 7  | 3 | 12 | 20–41   | −21 | 24 |                              |
| 10. | Dijon FCO           | 22 | 4  | 3 | 15 | 12–53   | −41 | 15 |                              |
| 11. | Rodez Ú             | 22 | 3  | 3 | 16 | 16–48   | −32 | 12 | Division 2                   |
| 12. | ASJ Soyaux          | 22 | 1  | 3 | 18 | 15–58   | −43 | 6  | Division 2                   |

Utolsó frissítés: 2023. május 27. 
Forrás: FFF 
A rangsorolás alapszabályai: 1. összpontszám, 2. egymás elleni eredmények összpontszáma, 3. gólkülönbség, 4. szerzett gólok száma.
(B): Bajnokcsapat, (K): Kieső csapat, (F): Feljutó csapat, (I): Kupainduló, (R): A rájátszás győztese, (KGY): Kupagyőztes

## Statisztikák
| Gól | Név                   | Csapat              |
| --- | --------------------- | ------------------- |
| 17  | Kadidiatou Diani      | Paris Saint-Germain |
| 13  | Mathilde Bourdieu     | Paris FC            |
| 12  | Maëlle Garbino        | Bordeaux            |
| 12  | Clara Matéo           | Paris FC            |
| 11  | Melchie Dumornay      | Reims               |
| 10  | Rosemonde Kouassi     | Fleury 91           |
| 9   | Nérilia Mondésir      | Montpellier         |
| 8   | Signe Bruun           | Olympique Lyon      |
| 8   | Kessya Bussy          | Reims               |
| 8   | Ewelina Kamczyk       | Fleury 91           |
| 8   | Faustine Robert       | Montpellier         |
| 8   | Ouleymata Sarr        | Paris FC            |
| 7   | Ramona Bachmann       | Paris Saint-Germain |
| 7   | Sarah Cambot          | Guingamp            |
| 7   | Léa Le Garrec         | Fleury 91           |
| 7   | Eugénie Le Sommer     | Olympique Lyon      |
| 7   | Batcheba Louis        | Fleury 91           |
| 7   | Wendie Renard         | Olympique Lyon      |
| 5   | Kelsey Araújo         | Le Havre            |
| 5   | Sandy Baltimore       | Paris Saint-Germain |
| 5   | Grace Geyoro          | Paris Saint-Germain |
| 5   | Lindsey Horan         | Olympique Lyon      |
| 5   | Alexandria Lamontagne | Rodez               |
| 5   | Marozsán Dzsenifer    | Olympique Lyon      |
| 5   | Aissata Traoré        | Guingamp            |
| 4   | Celeste Boureille     | Montpellier         |
| 4   | Delphine Cascarino    | Olympique Lyon      |
| 4   | Marine Dafeur         | Fleury 91           |
| 4   | Sara Däbritz          | Olympique Lyon      |
| 4   | Silke Demeyere        | Le Havre            |
| 4   | Daniëlle van de Donk  | Olympique Lyon      |
| 4   | Mélissa Gomes         | Bordeaux            |
| 4   | Shnia Gordon          | Le Havre            |
| 4   | Ada Hegerberg         | Olympique Lyon      |
| 4   | Kethna Louis          | Reims               |
| 4   | Julie Piga            | Fleury 91           |
| 4   | Gaëtane Thiney        | Paris FC            |
| 3   | Nadjma Ali Nadjim     | Le Havre            |
| 3   | Morgane Belkhiter     | Soyaux              |
| 3   | Roselord Borgella     | Dijon               |
| 3   | Rachel Corboz         | Reims               |
| 3   | Deja Davis            | Le Havre            |
| 3   | Salomé Elisor         | Le Havre            |
| 3   | Aïrine Fontaine       | Fleury 91           |
| 3   | Luna Gevitz           | Montpellier         |
| 3   | Vanessa Gilles        | Olympique Lyon      |
| 3   | Fadimatou Komé        | Soyaux              |
| 3   | Anissa Lahmari        | Guingamp            |
| 3   | Melvine Malard        | Olympique Lyon      |
| 3   | Lieke Martens         | Paris Saint-Germain |
| 3   | Julie Pasquereau      | Reims               |
| 3   | Madeline Roth         | Dijon               |
| 2   | Selma Bacha           | Olympique Lyon      |
| 2   | Vicki Becho           | Olympique Lyon      |
| 2   | Inès Benyahia         | Olympique Lyon      |
| 2   | Charlotte Bilbault    | Montpellier         |
| 2   | Laura Bourgouin       | Soyaux              |
| 2   | Mickaëlla Cardia      | Bordeaux            |
| 2   | Janice Cayman         | Olympique Lyon      |
| 2   | Nora Coton-Pelagie    | Le Havre            |
| 2   | Léa Declercq          | Dijon               |
| 2   | Damaris Egurrola      | Olympique Lyon      |
| 2   | Louise Fleury         | Paris FC            |
| 2   | Christy Gavory        | Le Havre            |
| 2   | Stéphanie Gbogou      | Soyaux              |
| 2   | Jackie Groenen        | Paris Saint-Germain |
| 2   | Rofiat Imuran         | Reims               |
| 2   | İpek Kaya             | Soyaux              |
| 2   | Inès Konan            | Fleury 91           |
| 2   | Amel Majri            | Olympique Lyon      |
| 2   | Charlène Meyong       | Reims               |
| 2   | Maelys Mpomé          | Montpellier         |
| 2   | Sonia Ouchène         | Reims               |
| 2   | Jessy Roux            | Soyaux              |
| 2   | Laura Rueda           | Le Havre            |
| 2   | Océane Saunier        | Rodez               |
| 2   | Sadie Sider-Echenberg | Le Havre            |
| 2   | Dominika Škorvánková  | Montpellier         |
| 2   | Amalie Vangsgaard     | Paris Saint-Germain |
| 1   | Maud Antoine          | Rodez               |
| 1   | Solène Barbance       | Rodez               |
| 1   | Adja Binaté           | Paris FC            |
| 1   | Cyrille Blanc         | Montpellier         |
| 1   | Anaïg Butel           | Paris FC            |
| 1   | Shana Chossenotte     | Reims               |
| 1   | Camille Collin        | Soyaux              |
| 1   | Laura Condon          | Soyaux              |
| 1   | Jenna Dear            | Dijon               |
| 1   | Océane Deslandes      | Montpellier         |
| 1   | Binta Diakité         | Soyaux              |
| 1   | María Díaz            | Dijon               |
| 1   | Julie Dufour          | Bordeaux            |
| 1   | Thelma Eninger        | Reims               |
| 1   | Laurina Fazer         | Paris Saint-Germain |
| 1   | Ode Fulutudilu        | Fleury 91           |
| 1   | Théa Greboval         | Paris FC            |
| 1   | Sophia Guellati       | Rodez               |
| 1   | Jenna Hellstrom       | Dijon               |
| 1   | Amandine Henry        | Olympique Lyon      |
| 1   | Shameeka Fishley      | Bordeaux            |
| 1   | Oriane Jean-François  | Paris Saint-Germain |
| 1   | Sakina Karchaoui      | Paris Saint-Germain |
| 1   | Léa Khelifi           | Montpellier         |
| 1   | Maëlle Lakrar         | Montpellier         |
| 1   | Ateluce Marie-Sergine | Bordeaux            |
| 1   | Yrma Mzé Issa         | Rodez               |
| 1   | Monique Ngock         | Reims               |
| 1   | Celine Ould Hocine    | Paris FC            |
| 1   | Ella Palis            | Bordeaux            |
| 1   | Lena Petermann        | Montpellier         |
| 1   | Alison Péniguel       | Guingamp            |
| 1   | Amandine Pierre-Louis | Rodez               |
| 1   | Maïwen Renard         | Guingamp            |
| 1   | Nina Richard          | Guingamp            |
| 1   | Maëlle Seguin         | Bordeaux            |
| 1   | Éloïse Sévenne        | Rodez               |
| 1   | Zoé Stiévenart        | Rodez               |
| 1   | Eva Sumo              | Le Havre            |
| 1   | Mylaine Tarrieu       | Rodez               |
| 1   | Laurie Teinturier     | Guingamp            |
| 1   | Meriame Terchoun      | Dijon               |
| 1   | Julie Thibaud         | Bordeaux            |
| 1   | Marion Torrent        | Montpellier         |
| 1   | Manssita Traoré       | Paris Saint-Germain |

| Öngól | Név                   | Csapat         |
| ----- | --------------------- | -------------- |
| 1     | Oluwatosin Demehin    | Reims          |
| 1     | Romane Enguehard      | Le Havre       |
| 1     | Kelly Gadéa           | Le Havre       |
| 1     | İpek Kaya             | Soyaux         |
| 1     | Andréa Lardez         | Bordeaux       |
| 1     | Lisa Lichtfus         | Dijon          |
| 1     | Melvine Malard        | Olympique Lyon |
| 1     | Amandine Pierre-Louis | Rodez          |
| 1     | Madeline Roth         | Dijon          |
| 1     | Cecilie Sandvej       | Dijon          |
| 1     | Éloïse Sévenne        | Rodez          |

| Öngól | Név                  | Csapat              |
| ----- | -------------------- | ------------------- |
| 11    | Christiane Endler    | Olympique Lyon      |
| 10    | Chiamaka Nnadozie    | Paris FC            |
| 9     | Sarah Bouhaddi       | Paris Saint-Germain |
| 9     | Manon Heil           | Fleury 91           |
| 5     | Myléne Chavas        | Bordeaux            |
| 5     | Constance Picaud     | Paris Saint-Germain |
| 5     | Lisa Schmitz         | Montpellier         |
| 4     | Emily Alvarado       | Reims               |
| 4     | Laëtitia Philippe    | Le Havre            |
| 3     | Solène Durand        | Guingamp            |
| 3     | Lisa Lichtfus        | Dijon               |
| 2     | Emma Holmgren        | Olympique Lyon      |
| 2     | Marie-Morgane Sieber | Rodez               |
| 1     | Romane Munich        | Soyaux              |
| 1     | Camille Pecharman    | Paris FC            |
| 1     | Cindy Perrault       | Guingamp            |
| 1     | Kinga Szemik         | Reims               |
| 1     | Lydia Williams       | Paris Saint-Germain |